# زبان‌های ترکی

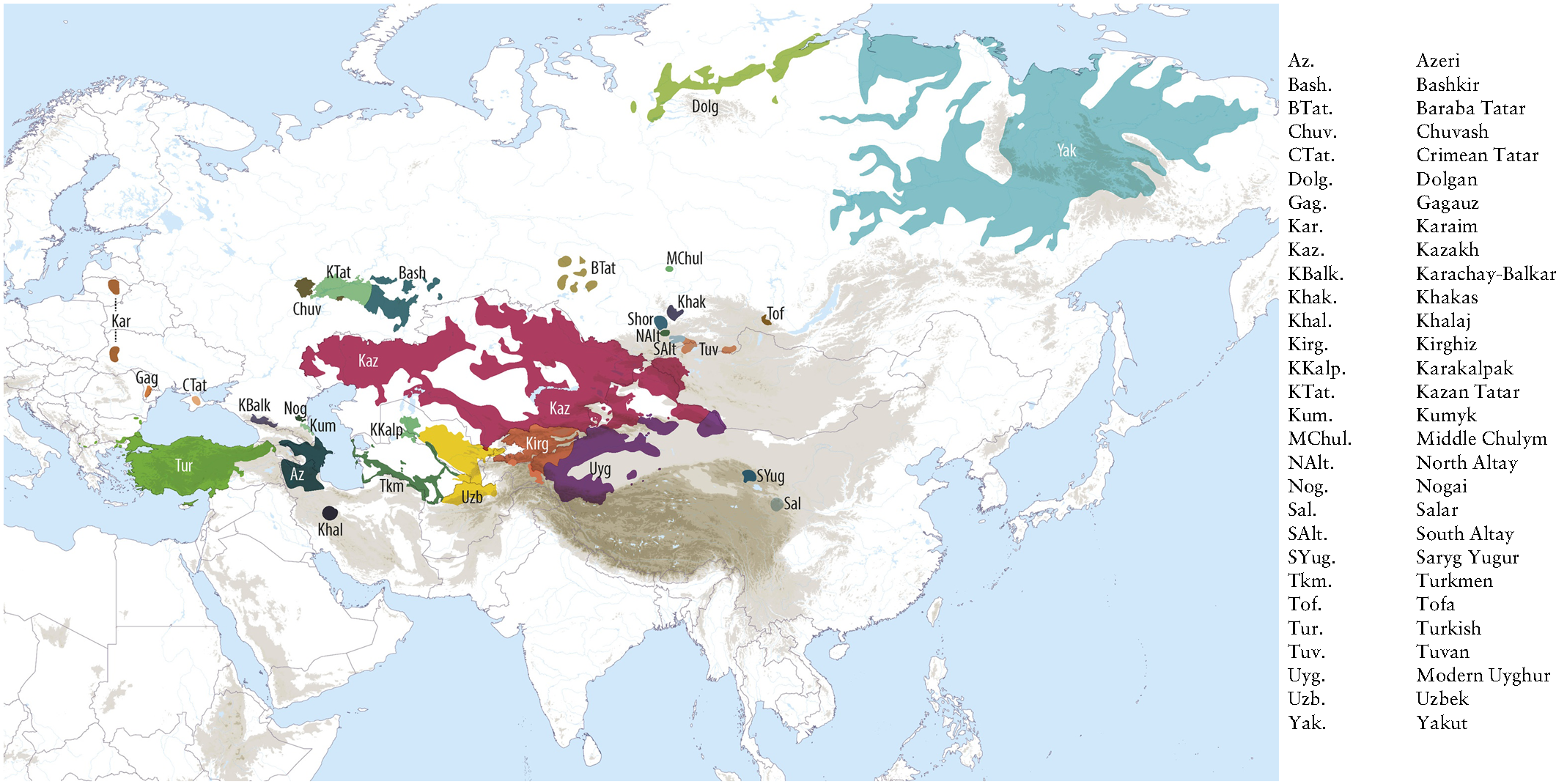
گستره زبان‌های ترکی

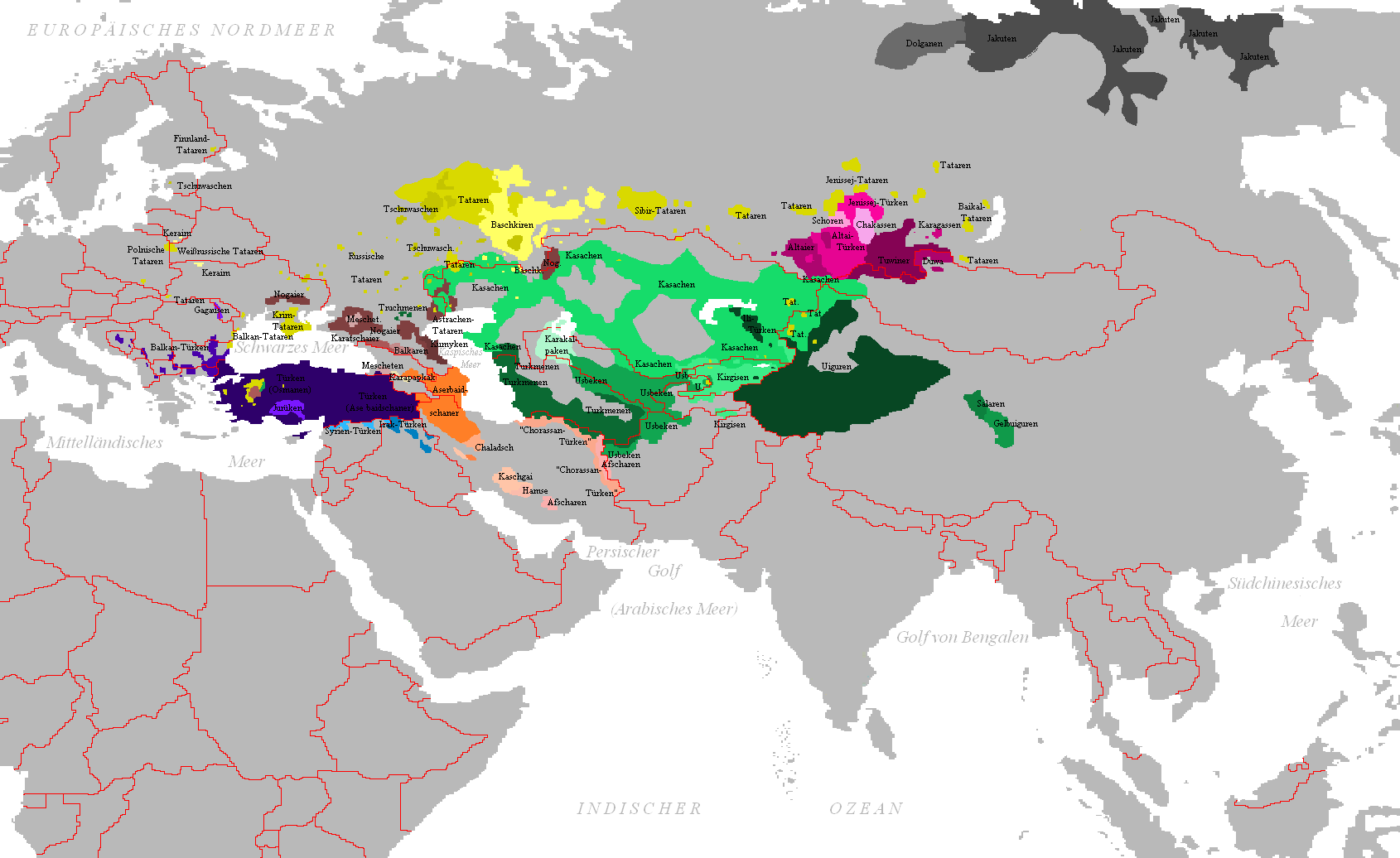
گستره زبان‌های ترکی

زبان‌های تُرکی (به انگلیسی: Turkic Languages) یک خانوادهٔ زبانی شامل ۳۵ زبان می‌باشد. این خانوادهٔ زبانی به‌عنوان بخشی از خانوادهٔ پیشنهادی زبان‌های آلتایی در نظر گرفته شده بود ولی امروزه این فرضیه و طبقه‌بندی پیشنهادی زبان‌های آلتایی که شامل زبان‌های ترکی، مغولی و تونگوزی بود به‌طور گسترده رد شده‌است، همچنان که طبقه‌بندی پیشنهادی زبان‌های اورال آلتایی نیز منسوخ شده‌است. از میان ۳۵ زبان ترکی، ۶ زبان (شامل زبان‌های ترکی استانبولی، ازبکی،ترکی خراسانی ،ترکی آذربایجانی، قزاقی و اویغوری که مجموعاً حدود ۱۷۰ میلیون گویشور دارند) بیش از ۱۱ میلیون گویشور و ۱۰ زبان بیش از ۱ میلیون گویشور دارند. ۲۵ زبان دیگر همگی کمتر از یک میلیون نفر گویشور دارند و بیشتر آن‌ها در معرض انقراض قرار دارند.
.
این زبان‌ها در منطقهٔ وسیعی از شمال آسیا، شمال و غرب چین تا غرب آسیا، بخش‌هایی از خاورمیانه، سواحل مدیترانه، آسیای مرکزی و اروپای شرقی استفاده می‌شوند. ترکی زبان مادری حدود ۱۷۰ میلیون تن است و با برشمردن گویشوران زبان دوم شمار گویشوران آن نزدیک به ۲۰۰ میلیون تن برآورد شده‌است. از این میان، گویشوران زبان ترکی استانبولی نزدیک به ۴۰ درصد همهٔ ترک‌زبانان جهان را در بر می‌گیرند.
شاخهٔ زبان‌های اوغوز که بیشترین جمعیت ترک‌زبانان را تشکیل می‌دهد به‌صورت دوطرفه در میان زبان‌های ترکی استانبولی، ترکی آذربایجانی، ترکی خراسانی، قشقایی، افشاری، ترکمنی، تاتاری کریمه، گاگائوزی و گاگائوزی بالکان دارای اشتراکاتی بوده و تا حدی برای هم قابل‌فهم می‌باشند. کاربرد زبان‌های ترکی در مناطق متفاوت ایران از لحاظ تنوع لهجه‌ها و گروه‌های قومی تنها با منطقهٔ قفقاز قابل مقایسه‌است و تعداد گویشوران این گروه‌های زبانی از چندین هزار نفر همچون خلجی تا جمعیت چند میلیونی ترکی آذربایجانی متفاوت است.
میان ترکی و مغولی ارتباط‌هایی دیده می‌شود. در منابع ترکی و مغولیِ اولیه، جز واژگان بین فرهنگی اثری دیده نمی‌شود، ولی در مغولی میانه، لغات معادل وجود دارد. شباهت‌های بسیار میان ترکی و مغولی، نتیجهٔ ارتباط آن‌ها در میانهٔ سدهٔ اول پیش از میلاد است.

## دسته‌بندی کلی
در کل شش گروه کلی زبان‌های ترکی وجود دارد که ۳۵ زبان ترکی در این ۶ دسته قرار می‌گیرد:
| ردیف   | شاخه               | تعداد زبان | وضعیت         | گویشوران بومی   | سیستم نوشتاری اصلی |
| ------ | ------------------ | ---------- | ------------- | --------------- | ------------------ |
| ۱      | زبان‌های اوغوز      | ۸          | عادی          | ۱۰۸٬۰۰۰٬۰۰۰ نفر | لاتین              |
| ۲      | زبان‌های قارلقی     | ۴          | عادی          | ۳۸٬۰۰۰٬۰۰۰ نفر  | لاتین              |
| ۳      | زبان‌های قبچاقی     | ۱۲         | عادی          | ۳۱٬۰۰۰٬۰۰۰ نفر  | لاتین              |
| ۴      | زبان‌های ترکی سیبری | ۹          | در خطر انقراض | ۸۰۰٬۰۰۰ نفر     | سیریلیک            |
| ۵      | زبان‌های اوغور      | ۱          | در خطر انقراض | ۱٬۲۰۰٬۰۰۰ نفر   | سیریلیک            |
| ۶      | زبان ارغو          | ۱          | در خطر انقراض | ۲۰٬۰۰۰ نفر      | فارسی              |
| جمع کل | زبان‌های ترکی       | ۳۵         | عادی          | ۱۷۹٬۰۰۰٬۰۰۰ نفر | لاتین              |

## فهرست زبان‌های ترکی
در حال حاضر تنها ۳۵ زبان زنده ترکی وجود دارد که فقط ۵ زبان ترکی بیش از ده میلیون گویشور دارد و فقط ده زبان ترکی بیش از یک میلیون گویشور دارد و ۲۵ زبان ترکی کم‌تر از یک میلیون گویشور بومی دارد. بر اساس اعلام سایت اتنولوگ تا پایان سال ۲۰۱۹ میلادی زبان‌های ترکی بر اساس تعداد گویشور بومی به شرح زیر است:
| شماره | نام                   | شاخه               | وضعیت            | شمار گویشوران | کشور اصلی                | سامانه نوشتاری         |
| ----- | --------------------- | ------------------ | ---------------- | ------------- | ------------------------ | ---------------------- |
| ۱     | زبان ترکی استانبولی   | زبان‌های اوغوز      | طبیعی            | ۷۰،۰۰۰،۰۰۰    | ترکیه                    | لاتین                  |
| ۲     | زبان ترکی آذربایجانی  | زبانهای اوغوز      | طبیعی            | ۲۵،۰۰۰،۰۰۰    | جمهوری آذربایجان و ایران | لاتین و فارسی در ایران |
| ۳     | زبان ازبکی            | زبانهای قارلقی     | طبیعی            | ۲۷٬۰۰۰٬۰۰۰    | ازبکستان                 | لاتین                  |
| ۴     | زبان قزاقی            | زبان‌های قبچاقی     | طبیعی            | ۱۴٬۰۰۰٬۰۰۰    | قزاقستان                 | لاتین                  |
| ۵     | زبان اویغوری          | زبان‌های قارلقی     | طبیعی            | ۱۱٬۰۰۰٬۰۰۰    | چین                      | فارسی                  |
| ۶     | زبان ترکمنی           | زبان‌های اوغوز      | طبیعی            | ۷٬۰۰۰٬۰۰۰     | ترکمنستان                | لاتین                  |
| ۷     | زبان تاتاری           | زبان‌های قبچاقی     | طبیعی            | ۵٬۵۰۰٬۰۰۰     | روسیه                    | سیریلیک                |
| ۸     | زبان قرقیزی           | زبان‌های قبچاقی     | طبیعی            | ۵٬۰۰۰٬۰۰۰     | قرقیزستان                | سیریلیک                |
| ۹     | زبان باشقیری          | زبان‌های قبچاقی     | آسیب‌پذیر         | ۱٬۵۰۰٬۰۰۰     | روسیه                    | سیریلیک                |
| ۱۰    | زبان چوواشی           | زبان‌های اوغور      | آسیب‌پذیر         | ۱٬۲۰۰٬۰۰۰     | روسیه                    | سیریلیک                |
| ۱۱    | زبان قشقایی           | زبان‌های اوغوز      | طبیعی            | ۳۰۰٬۰۰۰       | ایران                    | فارسی                  |
| ۱۲    | زبان ترکی خراسانی     | زبان‌های اوغوز      | آسیب‌پذیر         | ۱۰٬۰۰۰        | ایران                    | فارسی                  |
| ۱۳    | زبان ترکی افشاری      | زبان‌های اوغوز      | در معرض خطر شدید | ۶۰,۰۰۰        | ایران                    | فارسی                  |
| ۱۴    | زبان قره‌قالپاقی       | زبان‌های قبچاقی     | طبیعی            | ۶۵۰٬۰۰۰       | ازبکستان                 | لاتین                  |
| ۱۵    | زبان تاتارهای کریمه   | زبان‌های قبچاقی     | به شدت در خطر    | ۶۰۰٬۰۰۰       | اوکراین                  | لاتین                  |
| ۱۶    | زبان قموقی            | زبان‌های قبچاقی     | آسیب‌پذیر         | ۴۵۰٬۰۰۰       | روسیه                    | سیریلیک                |
| ۱۷    | زبان کاراچایی-بالکاری | زبان‌های قبچاقی     | آسیب‌پذیر         | ۴۰۰٬۰۰۰       | روسیه                    | سیریلیک                |
| ۱۸    | زبان یاقوتی           | زبان‌های ترکی سیبری | آسیب‌پذیر         | ۴۰۰٬۰۰۰       | روسیه                    | سیریلیک                |
| ۱۹    | زبان تووایی           | زبان‌های ترکی سیبری | آسیب‌پذیر         | ۳۰۰٬۰۰۰       | روسیه                    | سیریلیک                |
| ۲۰    | زبان اوروم            | زبان‌های اوغوز      | قطعاً در خطر      | ۲۰۰٬۰۰۰       | اوکراین                  | سیریلیک                |
| ۲۱    | زبان گاگائوزی         | زبان‌های اوغوز      | بحرانی           | ۱۵۰٬۰۰۰       | مولدووا                  | لاتین                  |
| ۲۲    | زبان تاتارهای سیبری   | زبان‌های قبچاقی     | قطعاً در خطر      | ۱۰۰٬۰۰۰       | روسیه                    | سیریلیک                |
| ۲۳    | زبان نوقایی           | زبان‌های قبچاقی     | قطعاً در خطر      | ۱۰۰٬۰۰۰       | روسیه                    | سیریلیک                |
| ۲۴    | زبان سالاری           | زبان‌های اوغوز      | آسیب‌پذیر         | ۷۰٬۰۰۰        | چین                      | لاتین                  |
| ۲۵    | زبان آلتای            | زبان‌های ترکی سیبری | به شدت در خطر    | ۶۰٬۰۰۰        | روسیه                    | سیریلیک                |
| ۲۶    | زبان خاکاسی           | زبان‌های ترکی سیبری | قطعاً در خطر      | ۵۰٬۰۰۰        | روسیه                    | سیریلیک                |
| ۲۷    | زبان خلجی             | زبان‌های ارغو       | آسیب‌پذیری        | ۵٬۰۰۰         | ایران                    | فارسی                  |
| ۲۸    | زبان آینو             | زبان‌های قارلقی     | بحرانی           | ۶٬۰۰۰         | چین                      | فارسی                  |
| ۲۹    | زبان یوغوری غربی      | زبان‌های ترکی سیبری | به شدت در خطر    | ۵٬۰۰۰         | چین                      | لاتین                  |
| ۳۰    | زبان شور              | زبان‌های ترکی سیبری | به شدت در خطر    | ۳٬۰۰۰         | روسیه                    | سیریلیک                |
| ۳۱    | زبان دولگانی          | زبان‌های ترکی سیبری | قطعاً در خطر      | ۱٬۰۰۰         | روسیه                    | سیریلیک                |
| ۳۲    | زبان کریمچاقی         | زبان‌های قبچاقی     | بحرانی           | ۲۰۰           | اسرائیل                  | الفبای لاتین           |
| ۳۳    | زبان ترکی ایلی        | زبان‌های قارلقی     | به شدت در خطر    | ۱۰۰           | چین                      | سیریلیک                |
| ۳۴    | زبان توفا             | زبان‌های ترکی سیبری | بحرانی           | ۱۰۰           | روسیه                    | سیریلیک                |
| ۳۵    | زبان کاراییم          | زبان‌های قبچاقی     | بحرانی           | ۱۰۰           | اوکراین                  | سیریلیک                |
| ۳۶    | زبان چولیمی           | زبان‌های ترکی سیبری | بحرانی           | ۵۰            | روسیه                    | سیریلیک                |
| کل    | زبان‌های ترکی          | –                  | طبیعی            | ۱۸۰٬۰۰۰٬۰۰۰   | –                        | –                      |

## دستور زبان
این گروه زبان‌ها پیوندی هستند؛ یعنی تکواژها در کنار هم قرار می‌گیرند و واژه را می‌سازند، به‌طوری‌که با جدا کردن پیوندها، تکواژها به‌راحتی قابل شناسایی است. همچنین یکی از مشخصات زبان‌های ترکی هماهنگی آواها است.

## گروه‌ها
| \| درصد گویشوران خانواده زبان‌های ترکی‌تبار \| درصد گویشوران خانواده زبان‌های ترکی‌تبار \| درصد گویشوران خانواده زبان‌های ترکی‌تبار \| درصد گویشوران خانواده زبان‌های ترکی‌تبار \| درصد گویشوران خانواده زبان‌های ترکی‌تبار \| \| -------------------------------------- \| -------------------------------------- \| -------------------------------------- \| -------------------------------------- \| -------------------------------------- \| \| \| \| \| \| \| \| ترکی استانبولی \| ترکی استانبولی \| \| ۴۳٪ \| ۴۳٪ \| \| ترکی آذربایجانی \| ترکی آذربایجانی \| \| ۱۵٪ \| ۱۵٪ \| \| ازبکی \| ازبکی \| \| ۱۴٪ \| ۱۴٪ \| \| قزاقی \| قزاقی \| \| ۷٪ \| ۷٪ \| \| اویغوری \| اویغوری \| \| ۶٪ \| ۶٪ \| \| ترکمنی \| ترکمنی \| \| ۴٪ \| ۴٪ \| \| تاتاری \| تاتاری \| \| ۳٪ \| ۳٪ \| \| قرقیزی \| قرقیزی \| \| ۲٪ \| ۲٪ \| \| سایر \| سایر \| \| ۶٪ \| ۶٪ \| |                 |  |     |     |
| درصد گویشوران خانواده زبان‌های ترکی‌تبار |                 |  |     |     |
| |                 |  |     |     |
| ترکی استانبولی | ترکی استانبولی  |  | ۴۳٪ | ۴۳٪ |
| ترکی آذربایجانی | ترکی آذربایجانی |  | ۱۵٪ | ۱۵٪ |
| ازبکی | ازبکی           |  | ۱۴٪ | ۱۴٪ |
| قزاقی | قزاقی           |  | ۷٪  | ۷٪  |
| اویغوری | اویغوری         |  | ۶٪  | ۶٪  |
| ترکمنی | ترکمنی          |  | ۴٪  | ۴٪  |
| تاتاری | تاتاری          |  | ۳٪  | ۳٪  |
| قرقیزی | قرقیزی          |  | ۲٪  | ۲٪  |
| سایر | سایر            |  | ۶٪  | ۶٪  |

متکلمان خانواده زبان‌های ترکی

در طی مهاجرت‌های بسیار اقوام مختلف ترک، زبان ایشان از همدیگر و نیز زبان‌های مختلف به خصوص زبان‌های ایرانی، عربی و مغولی تأثیراتی گرفته‌است که باعث پیچیدگی تاریخ و سیر تحول این زبان‌ها شده‌است و از لحاظ گروه‌بندی دشواری‌هایی ایجاد نموده‌است. در نتیجه چندین سیستم متفاوت برای دسته‌بندی این زبان‌ها پدید آمده‌است. یکی از رایج‌ترین دسته‌بندی‌های انجام گرفته، زبان‌های ترکی را به شش خانواده تقسیم می‌کند که عبارتند از:
- خانوادهٔ چوواش (اوغور یا بلغار)
- خانوادهٔ شمال غربی (قپچاق)
- خانوادهٔ جنوب غربی (اوغوز)
- خانوادهٔ جنوب شرقی (قارلق)
- خانوادهٔ شمال شرقی (سیبری)
- خانوادهٔ خلجی (آرغو)

تقسیم‌بندی جدول زیر توسط لارس جانسون در سال ۱۹۹۸ انجام شده‌است:
| زبان نیاترکی | زبان‌های مشترک ترکی جنوب غربی (اوغوز) |                                 |                                                                                         | |
| زبان نیاترکی | زبان‌های مشترک ترکی جنوب غربی (اوغوز) | منقرض                           | منقرض                                                                                   | - پچنگی (منقرض) |
| زبان نیاترکی | زبان‌های مشترک ترکی جنوب غربی (اوغوز) | اوغوز غربی                      | اوغوز غربی                                                                              | - ترکی آناتولی باستان (منقرض) - ترکی عثمانی (منقرض) - ترکی استانبولی - ترکمنی عراقی - گاگائوزی - زبان کرکوزی - ترکی آذربایجانی - ترکی گاگائوزی بالکان |
| زبان نیاترکی | زبان‌های مشترک ترکی جنوب غربی (اوغوز) | اوغوز شرقی                      | اوغوز شرقی                                                                              | - ترکمنی - ترکی خراسانی |
| زبان نیاترکی | زبان‌های مشترک ترکی جنوب غربی (اوغوز) | اوغوز جنوبی                     | اوغوز جنوبی                                                                             | - افشاری - قشقایی |
| زبان نیاترکی | آرغو                                 | آرغو                            | آرغو                                                                                    | - خلجی |
| زبان نیاترکی | زبان‌های مشترک ترکی شمال غربی (قپچاق) |                                 |                                                                                         | |
| زبان نیاترکی | منقرض                                | منقرض                           | - قپچاق (منقرض)                                                                         | |
| زبان نیاترکی | قپچاق غربی                           | قپچاق غربی                      | - قومیتی - کاراچایی-بالکاری - تاتاری کریمه، اوروم - کریمچاقی - کومانی (منقرض) - کارائیم | |
| زبان نیاترکی | قپچاق شمالی (ترک‌های ولگا-اورال)      | قپچاق شمالی (ترک‌های ولگا-اورال) | - تاتاری قازان - میشار - باشقیری - کیری غربی تاتار                                      | |
| زبان نیاترکی | قپچاق جنوبی                          | قپچاق جنوبی                     | - قزاقی - قره‌قالپاقی - قرقیزی - قپچاق ازبکی (زبان قپچاق فرقانا) (منقرض) - نوقایی        | |
| زبان نیاترکی | زبان‌های مشترک جنوب شرقی (قارلق)      | غربی                            | غربی                                                                                    | - ازبکی |
| زبان نیاترکی | زبان‌های مشترک جنوب شرقی (قارلق)      | شرقی                            | شرقی                                                                                    | - اویغوری - زبان تارانچی - غربی آغور (اویغور زرد) - سالاری - ترکی باستان (منقرض) - جغتایی (منقرض) - آینو - ترکی ایلی                                  |
| زبان نیاترکی | زبان‌های مشترک ترکی شمال شرقی (سیبری) | سیبری شمالی                     | سیبری شمالی                                                                             | - یاکوتی - دولگان |
| زبان نیاترکی | زبان‌های مشترک ترکی شمال شرقی (سیبری) | سیبری جنوبی                     | ترکی سایان                                                                              | - تووایی (سویوت، اوریانخای) - توفا |
| زبان نیاترکی | زبان‌های مشترک ترکی شمال شرقی (سیبری) | سیبری جنوبی                     | ترکی ینیسی                                                                              | - خاکاسی - فویو قرقیز - شور (ساغای قاجا، قیزیل) |
| زبان نیاترکی | زبان‌های مشترک ترکی شمال شرقی (سیبری) | سیبری جنوبی                     | ترکی چولیم                                                                              | - چولیم (کوئریک) |
| زبان نیاترکی | زبان‌های مشترک ترکی شمال شرقی (سیبری) | سیبری جنوبی                     | ترکی آلتای                                                                              | - آلتای شامل گویش‌های توبا، قوموندا، قو، تلئوت، تلنژیت                                                                                                 |
| زبان نیاترکی | اوغور                                | اوغور                           | اوغور                                                                                   | - چوواشی - خزری (منقرض) - بلغاری (منقرض) |

## هم سنجی واژه‌ها در زبان‌های ترکی‌تبار
خانواده زبان‌های ترکی (به استثنای زبان چوواش و یاکوتی، تووایی، غیره) به‌طور کلی شباهت زیادی به هم دارند. در جدول زیر برای مقایسه شباهت‌های زبان‌های مختلف ترک تبار با همدیگر آورده شده‌است.
| فارسی                     | ترکی قدیم | ترکی آذربایجانی | ترکی استانبولی | ترکمنی | تاتاری  | قزاقی        | ازبکی   | اویغوری  | یاکوتی          | چوواش   | خلجی   |
| پدر                       | ata       | ata             | ata            | ata    | ata     | ata          | ota     | ata      | ata             | atte    | ata    |
| مادر                      | ana       | ana             | anne/ana       | ene    | ana     | ana          | ona     | ana      |                 | anne    | ana    |
| پسر                       | o'gul     | oğul            | oğul           | oğul   | ul/uğıl | ul           | o'gil   | oghul    | uol             | yvăl/Ul | oğul   |
| مرد                       | er/erkek  | ər/erkək        | er/erkek       | erkek  | ir      | yerkek       | erkak   | är       | er              | ar      | har    |
| دختر                      | kyz       | qız             | kız            | gyz    | qız     | qιz          | qiz     | qiz      | ky:s            | χĕr     | qiz    |
| کس، نفر                   | kişi      | kişi/nəfər      | kişi           | keşe   | kisi    |              |         | kihi     |                 | kişi    | kişi   |
| عروس                      | kelin     | gəlin           | gelin          | geli:n | kilen   | kelin        | kelin   | kelin    | kylyn           | kilen   | kelin  |
| فارسی                     | ترکی قدیم | ترکی آذربایجانی | ترکی استانبولی | ترکمنی | تاتاری  | قزاقی        | ازبکی   | اویغوری  | یاکوتی          | چوواش   | خلجی   |
| دل                        | jürek     | ürək            | yürek/kalp     | ýürek  | yöräk   | zhürek       | yurak   | yüräk    | süreq           |         | izak   |
| خون                       | qan       | qan             | kan            | ga:n   | qan     | qan          | qon     | qan      | qa:n            | jon     | kan    |
| سر                        | boş       | baş             | baş            | baş    | baş     | bas          |         | baş      | bas             | puš     | boş    |
| مژک (موی ریز)             | qyl       | qıl             | kıl            | qyl    | qıl     | kyl          | qil     | qil      | kıl             | hul     |        |
| چشم                       | köz       | göz             | göz            | göz    | küz     | köz          | ko'z    | köz      | kos             | kör     | köz    |
| مژه                       | kirpik    | kirpik          | kirpik         | kirpik | kerfek  | kirpik       | kiprik  | kirpik   | kılaman, kirbii | hărpăk  | kirpik |
| گوش                       | qulqaq    | qulaq           | kulak          | gulak  | qolaq   | qulaq        | quloq   | qulaq    | gulka:k         | χo'lga  | qulaq  |
| بینی                      | burun     | burun           | burun          | burun  | borın   | muryn        | burun   | burun    | munnu           |         |        |
| بازو                      | qol       | qol             | kol            | gol    | qul     | qol          | qo'l    |          | qol             | χol     | qol    |
| دست                       | el(ig)    | əl              | el             | el     |         |              |         |          | ili:            | ala'    | al     |
| انگشت                     | barmak    | barmaq          | parmak         | barmak | barmaq  |              | barmoq  | barmaq   |                 |         | barmaq |
| ناخن                      | tyrnaq    | dırnaq          | tırnak         | dyrnaq | tırnaq  | tιrnaq       | tirnoq  | tirnaq   | tynyraq         |         | tirnaq |
| زانو                      | tiz       | diz             | diz            | dy:z   | tez     | tize         | tizza   | tiz      | tüsäχ           |         | tiz    |
| (قسمتی از ران)            | baltyr    | baldır          | baldır         | baldyr | baltır  | baldyr       | boldyr  | baldir   | ballyr          |         |        |
| پا                        | adaq      | ayaq            | ayak           | aýaq   | ayaq    | ayaq         | oyoq    |          | ataq            |         | hadaq  |
| شکم                       | qaryn     | qarın/qorsaq    | karın          | garyn  | qarın   | qarιn        | qorin   | qor(saq) | qaryn           | χyra'm  | qarni  |
| فارسی                     | ترکی قدیم | ترکی آذربایجانی | ترکی استانبولی | ترکمنی | تاتاری  | قزاقی        | ازبکی   | اویغوری  | یاکوتی          | چوواش   | خلجی   |
| اسب                       | at        | at              | at             | at     | at      | at           | ot      | at       | at              | ut      | hat    |
| گاو جوانی که هنوز نزاییده | siyir     | sığır           | sığir          | sığır  | sygyr   | síır (sıyır) | siyιr   | sigir    |                 |         |        |
| سگ                        | yt        | it              | it             | it     | et      | iyt          | it      | it       | yt              | jyda    | it     |
| ماهی                      | balyq     | balıq           | balık          | balyk  | balıq   | balιq        | baliq   | beliq    | balyk           | pola'   | baliq  |
| شپش                       | bit       | bit             | bit            | bit    | bet     | biyt         | bit     | pit      | byt             | pyjda   |        |
| فارسی                     | ترکی قدیم | ترکی آذربایجانی | ترکی استانبولی | ترکمنی | تاتاری  | قزاقی        | ازبکی   | اویغوری  | یاکوتی          | چوواش   | خلجی   |
| خانه                      | ev        | ev              | ev             | öý     | öy      | üy           | uy      | öy       |                 | av      | hev    |
| اتاق                      | otag      | otağ            | otağ           | otaq   |         | otaq         | otoq    |          | otu:            |         | otag   |
| راه                       | yol       | yol             | yol            | yo:l   | yul     | zhol         | yo'l    | yol      | suol            | sol     | yol    |
| پل                        | köprüq    | körpü           | köprü          | köpri  | küpar   | köpir        | ko'prik | kövrük   | kürpe           |         |        |
| تیر                       | oq        | ox              | ok             | ok     | uk      |              | o'q     | oq       | oχ              | ugu     | hoq    |
| آتش                       | ot        | od              | ateş/od        | od     | ut      | ot           | Olov    | ot       | uot             | vot     | hot    |
| خاکستر                    | kül       | kül             | kül            | kül    | köl     | kül          | kul     | kül      | kül             | kö'l    | kül    |
| آب                        | suv       | su              | su             | su     | syw     | suw          | suv     | su       | ui              | syv     | su     |
| کشتی                      | kemi      | gəmi            | gemi           | gämi   | kimä    | keme         | kema    |          |                 | kim     |        |
| دریاچه                    | köl       | göl             | göl            | göl    | kül     | köl          | ko'l    | köl      | küöl            |         | köl    |
| جزیره (آبخوست)            | atov      | ada             | ada            | ada    | Utrau   | aral         | orol    | aral     |                 | ută     |        |
| خورشید                    | küneş     | günəş           | güneş          | gün    | Kojaş   | kün          | quyosh  | quyash   | kün             | χĕvel   | kün    |
| ابر                       | bulut     | bulut           | bulut          | bulut  | bolıt   | bult         | bulut   | bulut    | bylyt           | pĕlĕt   | bulet  |
| ستاره                     | yulduz    | ulduz           | yıldız         | ýyldyz | yoldız  | zhuldιz      | yulduz  | yultuz   | sulus           | şăltăr  | yulduz |
| خاک                       | topraq    | torpaq          | toprak         | toprak | tufraq  | topιraq      | tuproq  | tupraq   | toburaχ         | tăpra   | torpaq |
| تپه                       | töpü      | təpə            | tepe           | depe   | tübä    | töbe         | tepa    |          | töbö            | tüpe    |        |
| درخت                      | yağac     | ağac            | ağaç           | agaç   | ağaç    | ağaš         |         |          |                 | jyvăş   | hağaç  |
| خدا                       | tenri     | tanrı           | tanrı          | taňry  | täñre   |              |         | tängri   | tanara          | tură    |        |
| فارسی                     | ترکی قدیم | ترکی آذربایجانی | ترکی استانبولی | ترکمنی | تاتاری  | قزاقی        | ازبکی   | اویغوری  | یاکوتی          | چوواش   | خلجی   |
| دراز                      |           | uzun            | uzun           | uzun   | uzyn    | ozın         | uzιn    | uzun     | uzun            | uhun    | vărăm  |
| نو، جدید                  |           | yany            | yeni           | yeni   | yene    | yaña         | zhanga  | yangi    | yengi           | sana    | şĕnĕ   |
| چاق                       | semiz     | səmiz,kök       | semiz, şişman  | semiz  | simez   | semiz        | semiz   | semiz    | emis            | samăr   |        |
| پُر                        | tolu      | dolu            | dolu           | do:ly  | tulı    | tolι         | to'la   | toluq    | toloru          | tulli   | tolu   |
| سفید                      | aq        | aq              | ak / beyaz     | ak     | aq      | aq           | oq      | aq       |                 |         | aq     |
| سیاه                      | qara      | qara            | kara           | gara   | qara    | qara         | qora    | qara     | χara            | χura    | qara   |
| زر، طلا                   | qyzyl     | qızıl           | kızıl          | gyzyl  | qızıl   | qızıl        | qizil   | qizil    | kyhyl           | χĕrlĕ   | qizil  |
| آسمان                     | kök       | göy             | gök            | gök    | kük     | kök          | Osmon   | kök      | küöq            | kăvak   | kök    |
| فارسی                     | ترکی قدیم | ترکی آذربایجانی | ترکی استانبولی | ترکمنی | تاتاری  | قزاقی        | ازبکی   | اویغوری  | یاکوتی          | چوواش   | خلجی   |
| یک                        | bir       | bir             | bir            | bir    | ber     | bir          | bir     | bir      | bi:r            | pĕrre   | bir    |
| دو                        | eki       | iki             | iki            | iki    | ike     | yeki         | ikki    | ikki     | ikki            | ikkĕ    | eki    |
| چهار                      | törd      | dört            | dört           | dö:rt  | dürt    | tört         | to'rt   | töt      | tüört           | tăvattă | tört   |
| هفت                       | yeti      | yeddi           | yedi           | yedi   | cide    | zheti        | yetti   | yättä    | sette           | şiççĕ   | yete   |
| ده                        | on        | on              | on             | o:n    | un      | on           | o'n     | on       | uon             | vunnă   | on     |
| صد                        | yüz       | yüz             | yüz            | yü:z   | yöz     | zhüz         | yuz     | yüz      | sü:s            | şĕr     | yüz    |

## الفبا
برای نگارش زبان‌های مختلف ترکی در طول تاریخ الفباهای مختلف الفبای اورخون، الفبای اویغور، الفبای عربی و خزر)، الفبای لاتین و الفبای سیریلیک به کار گرفته شده‌است ولی هم‌اکنون اکثر زبان‌های ترکی از الفبای لاتین استفاده می‌کنند یا در حال تغییر خط رسمی خود به لاتین هستند.
|  |  |  |

### الفبای اورخون
الفبای اورخون یا الفبای قدیمی ترک، الفبایی بود برگرفته از الفبای سغدی (که خود برگرفته از الفبای آرامی بود) که از قرن ششم میلادی توسط ترکان استفاده می‌شده‌است. این خط شباهت بسیاری به الفبای هون (الفبای مجارهای قدیم) دارد. اولین اثر به خط اُرخون در اواخر قرن ۱۹ در حاشیه رود ینی سی در روسیه پیدا شد و در سال ۱۸۸۹ توسط ویلهلم توماس دانمارکی رمز گشایی شد. در سال‌های بعد آثار بیشتری به این الفبا از جمله در حاشیه رود یدی سو پیدا شد. الفبای اورخون از راست به چپ نوشته می‌شد اما گاهی نیز از بالا به پایین نیز نوشته می‌شده‌است که در این حالت حروف با ۹۰ درجه چرخش مورد استفاده قرار می‌گرفتند.

### الفبای اویغور
الفبای اویغوری، الفبایی است که در قرن ۱۲ میلادی توسط ترکان آسیای میانه و به ویژه اویغورها استفاده می‌شد. این خط مانند سایر نوشته‌های کهن بر روی پاپیروس نوشته می‌شده‌است. نوشته‌هایی به این خط بر روی سنگ نبشته‌ها باقی مانده‌است. خط اویغوری از چپ به راست و از بالا به پایین نوشته می‌شده‌است.

### الفبای معاصر
تا اوایل دهه دوم قرن بیستم میلادی بیشتر زبان‌های ترکی با الفبای عربی نگارش می‌شدند. اما به دلیل عدم تناسب حروف فارسی (عربی) با این زبان؛ به ویژه برای ۹ مصوت زبان ترکی که تنها سه حرف وجود داشت؛ لذا انگیزه تغییر الفبای ترکی به ذهن روشن‌فکران ترک افتاد از اینرو از سال ۱۹۲۲ تلاش‌هایی برای تغییر الفبا انجام گرفت و در سال ۱۹۲۹ ترکیه و تمام جمهوری‌های ترک‌زبان اتحاد جماهیر شوروی به جز جمهوری چواش، الفبای مورد استفاده خود را از عربی به لاتین تغییر دادند. در حال حاضر الفبای نوشتاری زبان‌های مختلف ترکی چنین است:
| - ترکی آذربایجانی: الفبای عربی و الفبای لاتین - ترکی استانبولی: الفبای لاتین - اویغوری: الفبای عربی - ترکمنی: الفبای لاتین - ازبکی: الفبای لاتین - گاگاووز: الفبای لاتین - تاتاری: الفبای سیریلیک الفبای لاتین | - قزاقی: الفبای سیریلیک و الفبای عربی - چوواش: الفبای لاتین - کاراچای بالکار: الفبای سیریلیک - قرقیزی: الفبای سیریلیک - زبان یاکوتی الفبای سیریلیک |  |

### مقایسه الفبای زبان‌های مختلف ترک تبار
در این جدول الفبی زبان‌های مختلف ترکی نمایش داده شده‌اند. با وجود تفاوت ظاهری برخی حروف، تلفظ‌ها تفاوت چندانی ندارند. در سال‌های اخیر تلاشهای زیادی برای ایجاد خط مشترک ترکی صورت گرفته‌است؛ و در نشست الفبا و زبان ادبی مشترک ترکی تصمیم گرفته شد تا جهت ایجاد یکپارچگی فرهنگی در جهان ترک، کشورهای ترک‌زبان جهت گذر به الفبای مشترک وارد عمل شوند.
| آ                                | Aa | Aa | Aa  | Aa  | Aa     | Aa     | Aa   | Aa   |
| اَ                                | Əə | Ee | Ä ä | Ä ä | Ä ä    | Ä ä    | Ee   | Ee   |
| ب                                | Bb | Bb | Bb  | Bb  | Bb     | Bb     | Bb   | Bb   |
| ج                                | Cc | Cc | Cc  | Jj  | Cc     | Cc     | Jj   | Jj   |
| چ                                | Çç | Çç | Çç  | Çç  | Çç     | Çç     | CHch | CHch |
| د                                | Dd | Dd | Dd  | Dd  | Dd     | Dd     | Dd   | Dd   |
| اِ                                | Ee | Ee | Ee  | Ee  | Ee     | Ee     | É é  | Ee   |
| ف                                | Ff | Ff | Ff  | Ff  | Ff     | Ff     | Ff   | Ff   |
| گ                                | Gg | Gg | Gg  | Gg  | Gg     | Gg     | Gg   | Gg   |
| غ                                | Ğğ | Ğğ | -   | -   | Ğğ     | Ğğ     | Ghgh | G’g’ |
| ه-ح                              | Hh | Hh | Hh  | Hh  | Hh     | Hh     | Hh   | Hh   |
| ایی                              | İi | İi | İi  | İi  | İi-Í í | İi-Ï ï | Ii   | Ii   |
| ء کوتاه مثل Earth انگلیسی        | Iı | Iı | Iı  | Yy  | Iı     | Iı     | -    | -    |
| ژ                                | Jj | Jj | Jj  | Ž ž | Jj     | Jj     | Jj   | -    |
| ک                                | Kk | Kk | Kk  | Kk  | Kk     | Kk     | Kk   | Kk   |
| ل                                | Ll | Ll | Ll  | Ll  | Ll     | Ll     | Ll   | Ll   |
| م                                | Mm | Mm | Mm  | Mm  | Mm     | Mm     | Mm   | Mm   |
| ن                                | Nn | Nn | Nn  | Nn  | Nn     | Nn     | Nn   | Nn   |
| ن غُنه                            | -  | -  | -   | Ň ň | Ň ň    | Ň ň    | NGng | -    |
| اُ                                | Oo | Oo | Oo  | Oo  | Oo     | Oo     | Oo   | Oo   |
| اُ نرم مثل تلفظ home              | Öö | Öö | Öö  | Öö  | Öö     | Öö     | Öö   | O'o' |
| پ                                | Pp | Pp | Pp  | Pp  | Pp     | Pp     | Pp   | Pp   |
| ق                                | Qq | -  | -   | -   | Qq     | Qq     | Qq   | Qq   |
| ر                                | Rr | Rr | Rr  | Rr  | Rr     | Rr     | Rr   | Rr   |
| س                                | Ss | Ss | Ss  | Ss  | Ss     | Ss     | Ss   | Ss   |
| ش                                | Şş | Şş | Şş  | Şş  | Şş     | Şş     | SHsh | SHsh |
| ت                                | Tt | Tt | Tt  | Tt  | Tt     | Tt     | Tt   | Tt   |
| تس                               | -  | -  | Ţ ţ | -   | -      | -      | -    | -    |
| او                               | Uu | Uu | Uu  | Uu  | Uu     | Uu     | Uu   | Uu   |
| او نرم مثل تلفظ bonjur در فرانسه | Üü | Üü | Üü  | Üü  | Üü     | Üü     | Üü   | Üü   |
| و                                | Vv | Vv | Vv  | Ww  | Vv-Ww  | Vv-Ww  | Ww   | Vv   |
| خ                                | Xx | -  | -   | -   | Xx     | Xx     | Xx   | Xx   |
| ی                                | Yy | Yy | Yy  | Ýý  | Yy     | Yy     | Yy   | Yy   |
| ز                                | Zz | Zz | Zz  | Zz  | Zz     | Zz     | Zz   | Zz   |

## فهرست گویشوران بر اساس کشور
کشورهایی که بیش‌ترین گویشور به زبان‌های ترکی را دارند به شرح زیر است:
| شماره | کشور                | گویشوران (میلیون) | زبان‌های اصلی                                                         |
| ----- | ------------------- | ----------------- | -------------------------------------------------------------------- |
| ۱     | ترکیه               | ۵۵–۶۵             | زبان ترکی استانبولی - زبان ترکی آذربایجانی                           |
| ۲     | ازبکستان            | ۲۵–۳۰             | زبان ازبکی - زبان قزاقی                                              |
| ۳     | ایران               | ۲۵-۲۰             | زبان ترکی آذربایجانی - زبان ترکی خراسانی - زبان قشقایی - زبان افشاری |
| ۴     | قزاقستان            | ۱۳–۱۴             | زبان قزاقی - زبان ازبکی                                              |
| ۵     | چین                 | ۱۰–۱۲             | زبان اویغوری - زبان قزاقی                                            |
| ۶     | جمهوری آذربایجان    | ۹–۱۰              | زبان ترکی آذربایجانی - زبان ترکی استانبولی                           |
| ۷     | روسیه               | ۹–۱۰              | زبان تاتاری - زبان باشقیری - زبان یاقوتی                             |
| ۸     | قرقیزستان           | ۵٫۵–۶             | زبان قرقیزی - زبان ازبکی                                             |
| ۹     | ترکمنستان           | ۴٫۵–۵             | زبان ترکمنی - زبان ازبکی                                             |
| ۱۰    | اتحادیه اروپا       | ۴–۵               | زبان ترکی استانبولی - زبان ترکی آذربایجانی                           |
| ۱۱    | افغانستان           | ۳–۴               | زبان ازبکی - زبان ترکمنی                                             |
| ۱۲    | عراق                | ۱–۲               | زبان ترکی آذربایجانی - زبان ترکی استانبولی                           |
| ۱۳    | تاجیکستان           | ۱–۱٫۵             | زبان ازبکی - زبان قرقیزی                                             |
| ۱۴    | ایالات متحده آمریکا | ۰٫۵–۱             | زبان ترکی استانبولی - زبان ترکی آذربایجانی                           |
| ۱۵    | سوریه               | ۰٫۵–۱             | زبان ترکی آذربایجانی - زبان ترکی استانبولی                           |
| -     | سایر جهان           | ۰٫۵–۱             | –                                                                    |
| کل    | زبان‌های ترکی        | ۱۷۰–۱۸۰           | –                                                                    |

## زبان‌های ترکی در خطر انقراض و نابودی
زبان درخطر به زبانی گفته می‌شود که در معرض نابودی باشد. تعداد گویشوران یک زبان درخطر به‌طور لزوم کم نیست، بلکه حتی اگر تعداد آن‌ها طی مدت به نسبت کوتاهی در حال کاهش شدید بوده باشد، باز با آن به سان زبان درخطر برخورد می‌شود.
از ۳۵ زبان ترکی، ۲۵ زبان در خطر انقراض و نابودی دسته‌بندی شده‌اند:
| شماره | نام                   | وضعیت            | گویشوران  | کشور اصلی |
| ----- | --------------------- | ---------------- | --------- | --------- |
| ۱     | زبان باشقیری          | آسیب‌پذیر         | ۱٬۵۰۰٬۰۰۰ | روسیه     |
| ۲     | زبان چوواشی           | آسیب‌پذیر         | ۱٬۲۰۰٬۰۰۰ | روسیه     |
| ۳     | زبان ترکی خراسانی     | آسیب‌پذیر         | ۱٬۰۰۰٬۰۰۰ | ایران     |
| ۴     | زبان ترکی افشاری      | در معرض خطر شدید | ۶۰۰,۰۰۰   | ایران     |
| ۵     | زبان تاتارهای کریمه   | به شدت در خطر    | ۶۰۰٬۰۰۰   | اوکراین   |
| ۶     | زبان قموقی            | آسیب‌پذیر         | ۴۵۰٬۰۰۰   | روسیه     |
| ۷     | زبان یاقوتی           | آسیب‌پذیر         | ۴۰۰٬۰۰۰   | روسیه     |
| ۸     | زبان کاراچایی-بالکاری | آسیب‌پذیر         | ۴۰۰٬۰۰۰   | روسیه     |
| ۹     | زبان تووایی           | آسیب‌پذیر         | ۳۰۰٬۰۰۰   | روسیه     |
| ۱۰    | زبان اوروم            | قطعاً در خطر      | ۲۰۰٬۰۰۰   | اوکراین   |
| ۱۱    | زبان گاگائوزی         | بحرانی           | ۱۵۰٬۰۰۰   | مولدووا   |
| ۱۲    | زبان تاتارهای سیبری   | قطعاً در خطر      | ۱۰۰٬۰۰۰   | روسیه     |
| ۱۳    | زبان نوقایی           | قطعاً در خطر      | ۱۰۰٬۰۰۰   | روسیه     |
| ۱۴    | زبان سالاری           | آسیب‌پذیر         | ۷۰٬۰۰۰    | چین       |
| ۱۵    | زبان آلتای            | به شدت در خطر    | ۶۰٬۰۰۰    | روسیه     |
| ۱۶    | زبان خاکاسی           | قطعاً در خطر      | ۵۰٬۰۰۰    | روسیه     |
| ۱۷    | زبان خلجی             | آسیب‌پذیر         | ۲۰٬۰۰۰    | ایران     |
| ۱۸    | زبان آینو             | بحرانی           | ۶٬۰۰۰     | چین       |
| ۱۹    | زبان یوغوری غربی      | به شدت در خطر    | ۵٬۰۰۰     | چین       |
| ۲۰    | زبان شور              | به شدت در خطر    | ۳٬۰۰۰     | روسیه     |
| ۲۱    | زبان دولگانی          | قطعاً در خطر      | ۱٬۰۰۰     | روسیه     |
| ۲۲    | زبان کریمچاقی         | بحرانی           | ۲۰۰       | اسرائیل   |
| ۲۳    | زبان توفا             | بحرانی           | ۱۰۰       | روسیه     |
| ۲۴    | زبان کاراییم          | بحرانی           | ۱۰۰       | اوکراین   |
| ۲۵    | زبان ترکی ایلی        | به شدت در خطر    | ۱۰۰       | چین       |
| ۲۶    | زبان چولیمی           | بحرانی           | ۵۰        | روسیه     |

### روسیه
- مقاله اصلی: (en:List of endangered languages in Russia) و (en:Languages of Russia)

۱۵ زبان از خانواده زبان‌های ترکی در روسیه در فهرست زبان‌های در خطر (en:Lists of endangered languages) و در معرض انقراض و نابودی کامل هستند:
1. زبان آلتای (en:Altai language) / (en:Northern Altay language) - به شدت در معرض خطر به شدت در خطر - گویش وران ۵۵٬۷۲۰ نفر
2. زبان تاتارهای بارابا (en:Baraba Tatar language) - به شدت در معرض خطر به شدت در خطر - گویش وران ۸٬۰۰۰ نفر
3. زبان تاتارهای سیبری (en:Siberian Tatar language) - به‌طور قطع در معرض خطر قطعاً در خطر - گویش وران ۱۰۰٬۰۰۰ نفر
4. زبان باشقیری (en:Bashkir language) - آسیب‌پذیر آسیب‌پذیر - گویش وران ۱٬۲۰۰٬۰۰۰ نفر
5. زبان چولیمی (en:Chulym language) - به‌طور بحرانی در معرض خطر بحرانی - گویش وران ۴۴ نفر
6. زبان چوواشی (en:Chuvash language) - آسیب‌پذیر آسیب‌پذیر - گویش وران ۱٬۰۴۲٬۹۸۹ نفر
7. زبان دولگانی (en:Dolgan language) - به‌طور قطع در معرض خطر قطعاً در خطر - گویش وران ۱٬۱۰۰ نفر
8. زبان کاراچایی-بالکاری (en:Karachay-Balkar language) - آسیب‌پذیر آسیب‌پذیر - گویش وران ۳۱۰٬۰۰۰ نفر
9. زبان خاکاسی (en:Khakas language) - به‌طور قطع در معرض خطر قطعاً در خطر - گویش وران ۴۳٬۰۰۰ نفر
10. زبان قموقی (en:Kumyk language) - آسیب‌پذیر آسیب‌پذیر - گویش وران ۴۵۰٬۰۰۰ نفر
11. زبان نوقایی (en:Nogai language) / (en:Yurt Tatar language) - به‌طور قطع در معرض خطر قطعاً در خطر - گویش وران ۸۷٬۰۰۰ نفر
12. زبان شور (en:Shor language) - به شدت در معرض خطر به شدت در خطر - گویش وران ۲٬۸۰۰ نفر
13. زبان توفا (en:Tofa language) - به‌طور بحرانی در معرض خطر بحرانی - گویش وران ۹۳ نفر
14. زبان تووایی (en:Tuvan language) - آسیب‌پذیر آسیب‌پذیر - گویش وران ۲۸۰٬۰۰۰ نفر
15. زبان یاقوتی (en:Yakut language) - آسیب‌پذیر آسیب‌پذیر - گویش وران ۴۵۰٬۰۰۰ نفر[۴۱][۴۲][۴۳][۴۴]

| شماره | نام                   | وضعیت         | گویشوران  |
| ----- | --------------------- | ------------- | --------- |
| ۱     | زبان باشقیری          | آسیب‌پذیر      | ۱٬۵۰۰٬۰۰۰ |
| ۲     | زبان چوواشی           | آسیب‌پذیر      | ۱٬۲۰۰٬۰۰۰ |
| ۳     | زبان قموقی            | آسیب‌پذیر      | ۴۵۰٬۰۰۰   |
| ۴     | زبان یاقوتی           | آسیب‌پذیر      | ۴۰۰٬۰۰۰   |
| ۵     | زبان کاراچایی-بالکاری | آسیب‌پذیر      | ۴۰۰٬۰۰۰   |
| ۶     | زبان تووایی           | آسیب‌پذیر      | ۳۰۰٬۰۰۰   |
| ۷     | زبان تاتارهای سیبری   | قطعاً در خطر   | ۱۰۰٬۰۰۰   |
| ۸     | زبان نوقایی           | قطعاً در خطر   | ۱۰۰٬۰۰۰   |
| ۹     | زبان آلتای            | به شدت در خطر | ۶۰٬۰۰۰    |
| ۱۰    | زبان خاکاسی           | قطعاً در خطر   | ۵۰٬۰۰۰    |
| ۱۱    | زبان شور              | به شدت در خطر | ۳٬۰۰۰     |
| ۱۲    | زبان دولگانی          | قطعاً در خطر   | ۱٬۰۰۰     |
| ۱۳    | زبان توفا             | بحرانی        | ۱۰۰       |
| ۱۴    | زبان چولیمی           | بحرانی        | ۵۰        |

### اوکراین
از ۲۵ زبان ترکی در خطر نابودی ۱ زبان در اوکراین می‌باشد:
| شماره | نام        | وضعیت       | گویشوران |
| ----- | ---------- | ----------- | -------- |
| ۱     | زبان اوروم | قطعاً در خطر | ۲۰۰٬۰۰۰  |

### چین
از ۲۵ زبان ترکی در خطر نابودی ۴ زبان در چین می‌باشد:
| شماره | نام              | وضعیت         | گویشوران |
| ----- | ---------------- | ------------- | -------- |
| ۱     | زبان سالاری      | آسیب‌پذیر      | ۷۰٬۰۰۰   |
| ۲     | زبان آینو        | بحرانی        | ۶٬۰۰۰    |
| ۳     | زبان یوغوری غربی | به شدت در خطر | ۵٬۰۰۰    |
| ۴     | زبان ترکی ایلی   | به شدت در خطر | ۱۰۰      |

#### زبان اویغوری
بعد از انقراض زبان جغتایی، زبان اویغوری و زبان ازبکی در مناطقی که زبان جغتایی صحبت می‌شد، توسعه پیدا کردند. امروزه زبان اویغوری در نتیجه ریشه گرفتن از زبان جغتایی، شامل وام واژه‌های فراوانی از زبان فارسی است.

#### زبان سالاری
یکی از زبان‌های ترکی و از شاخه اغوز است که حدود هفتاد هزار تن گویشور دارد. بیشتر سالارها در استان‌های گانسو و چینگ‌های در کشور چین زندگی می‌کنند. زبان سالار به دو گروه بزرگ گویشی تقسیم می‌شود. این انشعاب از آن جا سرچشمه گرفته‌است که یکی از شاخه‌های گویشی از زبان‌های تبتی و چینی و شاخه دیگر از زبان‌های اویغوری و قزاقی تأثیر پذیرفته‌است. فقط یک سوم جمعیت قوم سالار به زبان سالاری تکلم می‌کنند که به ترکمنی شبیه است. بخش دیگر نیز به زبان تبتی و تعداد بیشتر آنان به زبان چینی صحبت می‌کنند. زبان امروزی سالار تأثیر زیادی از زبان‌های همسایه چینی و تبتی گرفته‌است. در پایان باید گفت که زبان سالار صورت مکتوب ندارد. به این خاطر مردم سالار، به عنوان زبان نوشتاری خود اویغوری را برگزیده بودند.

### ایران
| شماره | نام               | وضعیت            | گویشوران  |
| ----- | ----------------- | ---------------- | --------- |
| ۱     | زبان ترکی خراسانی | آسیب‌پذیر         | ۱٬۰۰۰٬۰۰۰ |
| ۲     | زبان خلجی         | آسیب‌پذیر         | ۲۰٬۰۰۰    |
| ۳     | زبان ترکی افشاری  | در معرض خطر شدید | ۶۰۰,۰۰۰   |

#### ترکی خراسانی
سازمان یونسکو از زبان‌های در معرض خطر جهان یا منسوخ شده، اطلسی تهیه کرده‌است که به صورت آنلاین و به کمک نقشه‌های گوگل قابل مشاهده است. در این لیست، برای کشور ایران ۲۵ زبان در معرض خطر نشان داده شده‌است که ترکی خراسانی یکی از این زبان‌ها است و با عنوان زبان آسیب‌پذیر (آسیب‌پذیر) از آن یاد شده‌است. این زبان بیشتر در استان خراسان شمالی صحبت می‌شود ولی در استانهای خراسان رضوی و گلستان هم گویشور دارد. بیشتر کسانی که به زبان ترکی خراسانی سخن می‌گویند به زبان فارسی نیز مسلط هستند. نابودی تدریجی زبان ترکی خراسانی در شمال و مرکز خراسان رخ داده‌است.

#### ترکی قشقایی
زبان ترکی قشقایی یکی از لهجه‌های شاخه جنوب غربی زبان ترکی است که قشقایی‌ها بدان تکلم می‌کنند. در واژگان قشقایی تأثیر زبان فارسی مشخص است، در متون جمع‌آوری شده توسط دورفر و همکارانش از فیروزآباد دخیل‌های فراوان عربی دیده می‌شود. واژگان حکومتی و نظامی مانند پاسبان، پیکان و شاه بیشتر از فارسی وارد این زبان شده‌اند. قاموس دینی بیشتر ریشه عربی دارد اما از فارسی وارد این زبان شده‌اند و ویژگی‌های فارسی‌شان را حفظ کرده‌اند. واژگان پزشکی نیز تحت تأثیر فارسی است مانند بیمار، درد و دارو. بنا به یک پژوهش، در فیروزآباد قشقایی‌ها در همه سنین از زبان مادری در حوزه‌های دوستانه و خانوادگی استفاده می‌نمایند، اما در شیراز افراد زیر بیست سال خانواده‌های ترک‌زبان تمایل چندانی به استفاده از زبان مادری ندارند. در شیراز در حوزه‌های مختلف زبان غالب فارسی است و در موقعیت‌های غیررسمی در بعضی از مواقع زبان مادری استفاده می‌شود در صورتی که در فیروزآباد در شرایط مشابه ترکی ترجیح داده می‌شود. ترکی در شیراز به شدت تحت تأثیر فارسی است. زبان قشقایی در میان جوانان به تدریج در حال از دست دادن کاربری‌اش است.

#### زبان خلجی
نشانه‌هایی تاریخی نشان می‌دهد که خلج‌ها احتمال دارد در اصل مردمی آریایی‌نژاد و گروهی از سکاها بوده‌اند که در آسیای میانه ترک‌زبان شده‌اند. مردم خلج از نظر فرهنگی ایرانی محسوب می‌شوند. امروزه زبان خلجی در معرض انقراض قرار دارد و جای خود را بین نسل جدید خلجی‌ها به فارسی داده‌است. نسل جدید تنها در حد درک مطلب با این زبان آشنائی دارند و دیگر در میان خود از این زبان استفاده نمی‌کنند. بر اساس آمار سایت اتنولوگ تعداد گویش وران زبان خلجی در ایران ۴۲٫۱۰۰ نفر می‌باشد.

#### زبان ترکی افشاری
دو ایل بزرگ افشار و بچاقچی در استان کرمان ساکن هستند و به زبان ترکی افشاری تکلم میکنند، این دو ایل در دوران صفویه، افشاریه و قاجاریه از آناتولی، آذربایجان، خراسان و فارس به کرمان مهاجرت کرده‌اند، متأسفانه زبان ترکی افشاری در معرض خطر شدید قرار دارد و والدین به فرزندانشان این زبان را آموزش نمی‌دهند و اکثر افرادی که متولد دهه ۸۰ به بعد هستند نمی‌توانند به زبان مادری تکلم کنند.

### مولداوی
از ۲۵ زبان ترکی در خطر نابودی ۱ زبان در مولداوی می‌باشد:
| شماره | نام           | وضعیت  | گویشوران |
| ----- | ------------- | ------ | -------- |
| ۱     | زبان گاگائوزی | بحرانی | ۱۵۰٬۰۰۰  |

### اسرائیل
از ۲۵ زبان ترکی در خطر نابودی ۱ زبان در اسرائیل می‌باشد:
| شماره | نام           | وضعیت  | گویشوران |
| ----- | ------------- | ------ | -------- |
| ۱     | زبان کریمچاقی | بحرانی | 200      |

### عراق
اگرچه برخی از آن‌ها قادر به حفظ هویت زبانی خود شده‌اند، اما ترکمن‌های امروزی عراق به سرعت جذب جمعیت عموم، اکثریت و دیگر قبایل سازماندهی شده‌اند. بسیاری از فرزندان امروزی اولین دوره مهاجران ترکمن در داخل مردم محلی عرب جذب شده‌اند. در سال ۱۹۵۷ در آخرین سرشماری قابل اعتماد به رسمیت شناخته شدند، ولی بعد از آن با سیاست‌های عرب‌سازی مواجه شدند. حزب بعث مواجه شدند. زبان رسمی نوشتاری ترکمن‌ها، ترکی استانبولی است، و الفبای جدید آن، الفبای لاتین می‌باشد. به‌طور عموم ترکمن‌های عراق «ترکمان»، «ترکمنان»، «ترکمانان» یا «ترکمن» نامیده می‌شوند و نباید آنان را با کسانی که به زبان ترکمنی در ترکمنستان تکلم می‌کنند، یکسان دانست.

## زبان‌های ترکی منقرض‌شده
| شماره | نام                    | زمان انقراض     |
| ----- | ---------------------- | --------------- |
| -     | نیاترکی                | زبان بازسازی‌شده |
| ۱     | ترکی باستان            | قرن ۸           |
| ۲     | ترکی آناتولیایی باستان | قرن ۱۱          |
| ۳     | پچنگی                  | قرن ۱۲          |
| ۴     | ترکی اورخونی           | قرن ۱۳          |
| ۵     | خزر                    | قرن ۱۳          |
| ۶     | اویغوری باستان         | قرن ۱۴          |
| ۷     | خوارزمی                | قرن ۱۴          |
| ۸     | بولغاری                | قرن ۱۴          |
| ۹     | ترکی میانه             | قرن ۱۵          |
| ۱۰    | قبچاق                  | قرن ۱۷          |
| ۱۱    | کومی                   | ۱۷۷۰            |
| ۱۲    | تاتاری باستان          | قرن ۱۹          |
| ۱۳    | قبچاق فرغانه           | دهه ۱۹۲۰        |
| ۱۴    | جغتایی                 | ۱۹۲۱            |
| ۱۵    | ترکی عثمانی            | ۱۹۲۸            |
| ۱۶    | فویو قرقیز             | قرن ۲۰          |
| ۱۷    | دوخان                  | قرن ۲۱          |
| ۱۸    | سلجوقی                 | ۲۰۱۳            |

## گویش‌های مشهور زبان‌های ترکی
| شماره | گئیش                 | زبان مادر            |
| ----- | -------------------- | -------------------- |
| ۱     | گویش روملی           | زبان ترکی استانبولی  |
| ۲     | گویش قبرسی           | زبان ترکی استانبولی  |
| ۳     | گویش افشاری          | زبان ترکی آذربایجانی |
| ۴     | گویش سنقری           | زبان ترکی آذربایجانی |
| ۵     | گویش لوپ             | زبان اویغوری         |
| ۶     | گویش تاتارهای بارابا | زبان تاتارهای سیبری  |